# Алтынорду (футбольный клуб)
Алтынорду (тур. Altınordu FK) — турецкий футбольный клуб из города Измир, в настоящее время выступающий в Первой лиге, второй по уровню в системе футбольных лиг Турции. Домашние матчи команда проводит на Борнова, вмещающем около 9 000 зрителей.

## История
«Алтынорду» был основан 26 декабря 1923 года группой моряков, ветеранов Войны за независимость Турции. На волне тогдашнего патриотизма они долгое время выбирали соответствующее название для клуба и остановились на «Алтынорду», что переводится с турецкого как «Золотая армия». В Стамбуле в то время уже существовала одноимённая команда. «Алтынорду» шесть раз становился победителем Измирской футбольной лиги (в 1927, 1932, 1935, 1936, 1940 и 1945 годах). В 1927, 1932 и 1935 годах команда также выходила в финал чемпионата Турции. В 1937—1939 годах измирские клубы «Алтынорду», «Алтай» и «Буджаспор» были объединены в один под названием «Учокспор».
В 1959 была образована турецкая Национальная лига. В том же году «Алтынорду» дебютировал во втором её розыгрыше, но занял последнее 20-е место и был вынужден биться за место в лиге в переходном турнире. В следующем сезоне история повторилась, но уже в чемпионате 1961/62 клуб стал восьмым, в том числе одержав домашние победы над «Фенербахче» и «Бешикташем». В 1966 году «Алтынорду» занял последнее место и вылетел во Вторую лигу. На возвращение обратно ему понадобился всего год. По итогам сезона 1969/70 клуб вновь стал последним и отправился во Вторую лигу. В последнем туре Второй лиги 1977/78 «Алтынорду» разгромил дома середняка турнира «Искендерунспор» со счётом 8:1. Этот результат позволял измирцам обойти в турнирной таблице «Сивасспор» по разнице мячей и остаться в лиге. Турецкая федерация футбола сочла этот матч договорным и отправила обоих его участников в Третью лигу. Спустя год «Алтынорду» вернулся во Вторую лигу, где играл до 1992 года. С 1992 по 1996 год он выступал в Третьей лиге, после чего опустился до любительского уровня.
С 2003 по 2014 год «Алтынорду» балансировал между Третьей и Второй лигами. По итогам сезона 2013/14 клуб уверенно выиграл Красную группу Второй лиги и вышел в Первую лигу. Президент клуба Сейит Мехмет Озкан стремится сделать команду из исключительно доморощенных футболистов, способную конкурировать с грандами турецкого футбола уже в сезоне 2019/20, а в сезоне 2023/24 — и на европейском уровне, а также воспитывать футболистов для продажи в ведущие мировые клубы и для игры за сборную Турции. Подобная политика клуба идёт вразрез с традициями турецкого футбола в последние годы тратить большие средства на легионеров. «Алтынорду» же вкладывает большие средства в развитие инфраструктуры, тренерского персонала, всеобъемлющего воспитания футболистов. Президент клуба вдохновлялся опытом испанского «Атлетика Бильбао», с которым клуб сотрудничает. Из рядов «Алтынорду» уже вышли защитник Чаглар Сёюнджю, в 2016 году дебютировавший в немецкой Бундеслиге, и полузащитник Дженгиз Ундер, в 2017 году перешедший в итальянскую «Рому». На юношеском чемпионате мира по футболу 2017 в Индии в сборную Турции вошли пятеро воспитанников «Алтынорду».

## Текущий состав
| №  |               | Поз. | Имя             | Год рождения |
| -- | ------------- | ---- | --------------- | ------------ |
| 1  | Флаг Турции   | Вр   | Эрдже Кардешлер | 1994         |
| 2  | Флаг Турции   | Защ  | Угур Куру       | 1989         |
| 3  | Флаг Турции   | Защ  | Юсуф Аджер      | 1997         |
| 6  | Флаг Турции   | ПЗ   | Огулджан Ульгюн | 1998         |
| 7  | Флаг Турции   | Нап  | Мурат Учар      | 1991         |
| 8  | Флаг Турции   | ПЗ   | Серкан Гёксу    | 1993         |
| 9  | Флаг Турции   | Нап  | Фатих Актай     | 1997         |
| 10 | Флаг Германии | Нап  | Миркан Айдын    | 1987         |
| 11 | Флаг Турции   | ПЗ   | Эрдоган Ешилюрт | 1993         |
| 12 | Флаг Турции   | Вр   | Али Эмре Янар   | 1998         |
| 14 | Флаг Турции   | ПЗ   | Алиджан Озфесли | 1997         |
| 18 | Флаг Турции   | ПЗ   | Керим Авджи     | 1989         |

| №  |             | Поз. | Имя                     | Год рождения |
| -- | ----------- | ---- | ----------------------- | ------------ |
| 19 | Флаг Турции | ПЗ   | Дениз Вурал             | 1988         |
| 20 | Флаг Турции | Защ  | Али Айдын               | 1998         |
| 22 | Флаг Турции | Защ  | Керим Алыджи            | 1997         |
| 23 | Флаг Турции | Вр   | Берке Озер              | 2000         |
| 24 | Флаг Турции | ПЗ   | Барыш Алыджи            | 1997         |
| 28 | Флаг Турции | Защ  | Хасан Хатипоглу         | 1989         |
| 29 | Флаг Турции | ПЗ   | Муса Джанер Акташ       | 1998         |
| 41 | Флаг Турции | ПЗ   | Беркай Саманджи         | 1989         |
| 45 | Флаг Турции | Защ  | Реджеп Емишджи          | 1999         |
| 77 | Флаг Турции | ПЗ   | Энис Дурак              | 1998         |
| 88 | Флаг Турции | ПЗ   | Мухаммед Рыдван Оздемир | 1996         |
| -  | Флаг Турции | Защ  | Сахан Акьюз             | 2000         |